# Margareta Capsia
Margareta Capsia (Estocolm, 1662 - Turku, 20 de juny 1759) va ser la primera pintora professional finlandesa. Es dedicà principalment a pintar retaules, però també destaca com a retratista.

## Biografia
Margareta Capsia va néixer l'any 1682 a EstocolmVa ser filla de Gottfried Capsia i Anna Schultz, il'any 1719 es va casar amb el sacerdot Jacob Gavelin a Estocolm. Després de la Gran Guerra del Nord el 1721, es van traslladar a Vasa), on Margareta es va fer coneguda com a pintora de retaules a Österbotten.

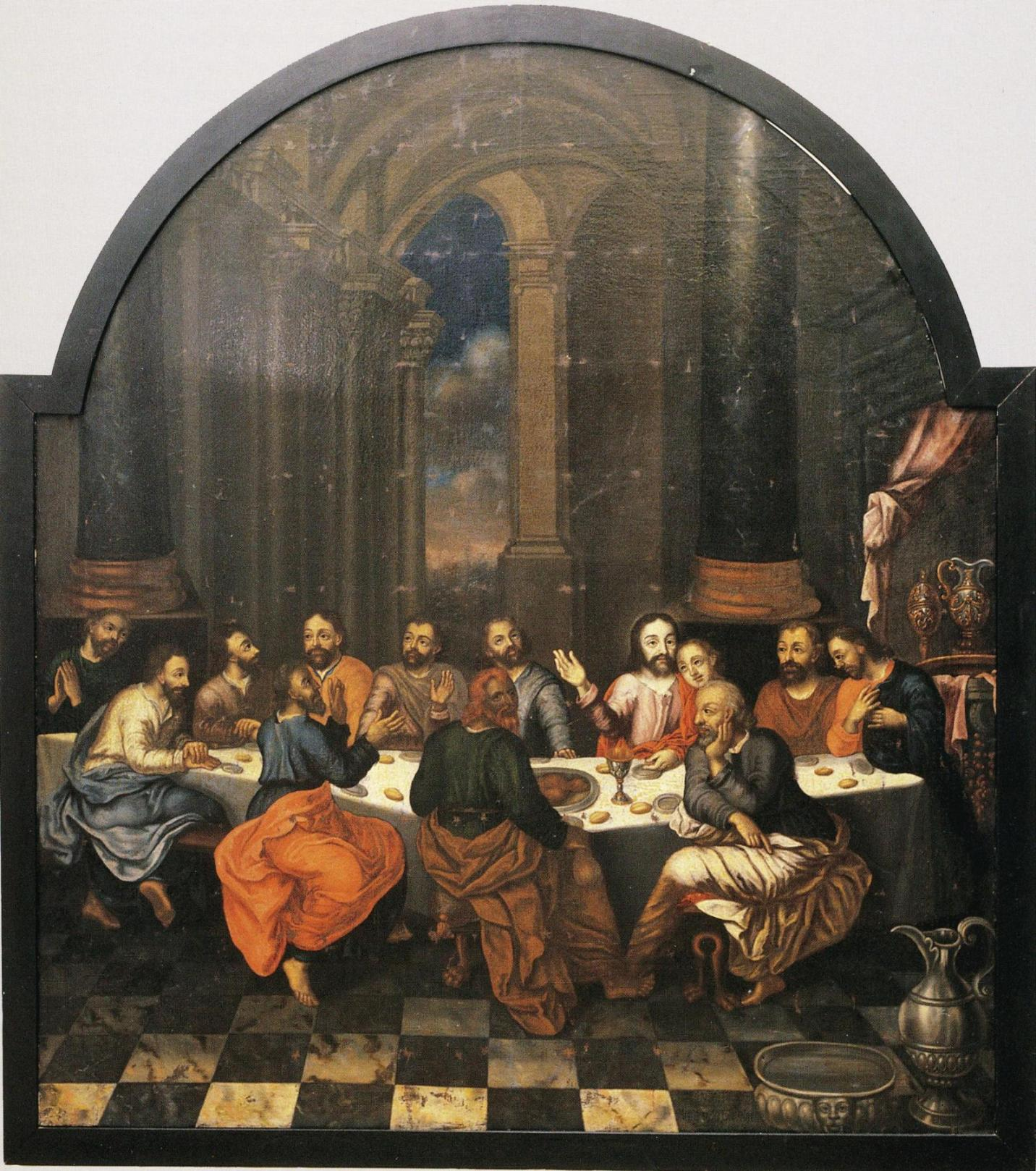
Retaule del Sant Sopar a l'església de Pedersöre. pintat per Margareta Capsia.

El 1730 es van establir a Åbo , on es va convertir en una artista famosa a tot Finlàndia, i on finalment va morir. Els seus retaules es descriuen com a il·lustracions individuals de la Bíblia, i és considerada una de les millors pintores del gènere juntament amb Mikael Toppelius. Tot i que es va especialitzar principalment en la creació d'art eclesiàstic i retaules, també va retrata bisbes, soldats i burgesos. També va acceptar encàrrecs per a la creació de pintura decorativa. Va pintar retaules en diferents esglésies, el 1725 va rebre l'encàrrec d'un retaule per a l'església de Pedersöre amb el motiu del Sant Sopar, el 1727per a la de Paltamo i per a la de Säkylä el 1739.